# Reserva Biológica do Jaru
A Reserva Biológica do Jaru localiza-se no estado brasileiro de Rondônia, no limite leste do estado, no município de Ji-Paraná. Ocupa uma área de 353.335 hectares.

## Bioma
- Amazônia: 100%
- Floresta Ombrófila Aberta: 100%

## Geografia
Reserva Biológica do Jaru se caracteriza pela presença das seguintes unidades: depressão interplanáltica da Amazônia Meridional e planalto dissecado sul da Amazônia, com altitudes que variam de 100 a 400 metros.
Os solos predominantes são, em ordem de freqüência: o latossolo amarelo, o podzólico vermelho-amarelo e os solos litólicos.

## Clima
Quente e úmido com precipitações elevadas, cujo total anual compensa a ocorrência de uma estação seca, permitindo a existência de florestas tropicais.

## Flora
A vegetação é composta por Floresta Fluvial predominante com cobertura vegetal do tipo Floresta Tropical Aberta com Palmeiras.

## Fauna
Representantes da fauna da Reserva: macacos, guaribas, micos, tamanduás, jacarés e tartarugas. A avifauna é riquíssima, com mutuns, jacumins, entre outros.
Possui cerca de 2.000 espécies de peixes e 11% de aves conhecidas.